# Georg, Prinț de Saxa-Meiningen
Georg, Prinț de Saxa-Meiningen (11 octombrie 1892 – 6 ianuarie 1946) a fost șeful Casei de Saxa-Meiningen din 1941 până la moartea lui.

## Biografie

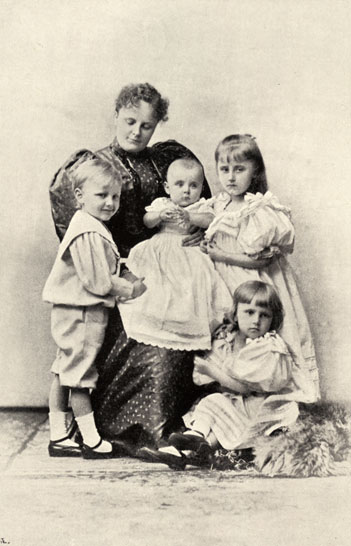
Prințul Georg copil, în picioare lângă mama sa și alături de frații lui.

S-a născut la Kassel ca al treilea copil și fiul cel mare al Prințului Friedrich Johann de Saxa-Meiningen (1861-1914) și a Contesei Adelaide de Lippe-Biesterfeld (1870–1948). Tatăl său a fost fiul lui Georg al II-lea, Duce de Saxa-Meiningen iar mama a fost fiica Contelui Ernst de Lippe-Biesterfeld. A avut două surori mai mari: Prințesa Feodora care a fost a doua soție a lui Wilhelm Ernest, Mare Duce de Saxa-Weimar-Eisenach, și Prințesa Adelheid care s-a căsătorit cu Prințul Adalbert al Prusiei.  
Georg a studiat dreptrul la Universitatea Ludwig Maximilian din Munchen și la Universitatea din Jena.
Georg și-a întrerupt studiile pentru a servi în Primul Război Mondial; a fost căpitan într-un regiment de cavalerie. Unchiul său, Bernhard al III-lea, a abdicat la 10 noiembrie 1918 în urma Revoluției germane care a dus la abolirea tuturor monarhiilor germane. 
După război, el a reluat studiile de drept și, pentru un timp, a servit ca judecător substitut pentru orașul Hildburghausen. La 1 mai 1933 s-a alăturat Partidului nazist devenind membru NSDAP cu numărul 2.594.794.
După decesul unchiului său Ernst la 29 decembrie 1941, Georg i-a succedat ca șef al Casei de Saxa-Meiningen și și-a asumat titlul de Duce de Saxa-Meiningen și numele de Georg al III-lea.
Georg a murit ca prizonier de război în nordul Rusiei. Moștenitorul său a fost al doilea și singurul fiu care a atins vârsta maturității, Prințul Frederick Alfred, care a renunțat la drepturile sale la succesiune, devenind călugăr în 1953. Succesiunea a trecut fratelui mai mic al lui Georg, Bernhard.

## Căsătorie și copii
S-a căsătorit la Freiburg im Breisgau la 22 februarie 1919 cu contesa Klara-Maria de Korff genannt Schmising-Kerssenbrock (1895-1992). Cuplul a avut patru copii:
- Prințul Anton Ulrich (23 decembrie 1919 - 20 mai 1940); a murit la 20 de ani ucis în misiune în timpul celui de-Al Doilea Război Mondial
- Prințul Frederick Alfred (5 aprilie 1921 - 18 septembrie 1997); a renunțat la drepturile sale de succesiune și a devenit călugăr din 1953
- Prințesa Maria Elisabeta (18 decembrie 1922 - 31 martie 1923)
- Prințesa Regina (6 ianuarie 1925 - 3 februarie 2010); căsătorită cu Otto von Habsburg